# Inti-Illimani
Az Inti-Illimani egy chilei, latin-amerikai folkzenét játszó hangszeres és énekegyüttes. 
A zenekart 1967-ben alapította egyetemi hallgatók egy csoportja. Legismertebbé a Venceremos (Győzni fogunk!) című daluk vált, amely Salvador Allende kormányának gyakorlatilag a himnusza lett.

## Történet
Az 1973. szeptember 11-i katonai puccs pillanatában Európában turnéztak, emiatt nem tudtak visszatérni hazájukba. Zenéjüket Augusto Pinochet katonai juntája betiltotta. Miután értesültek Allende meggyilkolásáról, de facto száműzetésben éltek. Folytatták erőfeszítéseiket a chilei demokrácia nemzetközi támogatása érdekében.
Európában zenéjük gazdagodott, a barokk és más hagyományos zenei formák elemeit ötvözve a gazdag és színes latin-amerikai ritmusokkal, létrehozva így a modern világzene sajátos fúzióját.
2001-ben az együttes válságot élt át, amikor három kulcsfontosságú tag kilépett, de helyükre új zenészek léptek. Nevük jelentése ajmara (a bolíviai Andokban használt) nyelven: „Arany Sas”.

## Alapító tagok
- Max Berrú
- Jorge Coulón
- Pedro Yañez
- Horacio Durán
- Horacio Salinas

## Albumok
- Si Somos Americanos (1969)
- Voz para el camino (1969)
- Por la CUT (1969)
- A la Revolución Mexicana (1969)
- Inti Illimani (1969)
- Inti-Illimani (1970)
- Canto al Programa (1970)
- Charagua/El Aparecido (1971)
- Autores Chilenos (1971)
- Nuestro México, Febrero 23/Dolencias (1972)
- Canto para una Semilla (1972)
- Quebrada de Humahuaca/Taita Salasaca (1972)
- Canto de Pueblos Andinos, Vol. 1 (1973)
- Viva Chile! (1973)
- La Nueva Canción Chilena (Inti-Illimani 2) (1974)
- Canto de Pueblos Andinos (Inti-Illimani 3) (1975)
- Hacia La Libertad (Inti-Illimani 4) (1975)
- Canto de Pueblos Andinos, Vol. 2 (Inti-Illimani 5) (1976)
- Chile Resistencia (Inti-Illimani 6) (1977)
- Hart voor Chile (various artists) (1977)
- Canto per una Seme (1978) – Italian edition of Canto para una Semilla (1972)
- Canción para Matar una Culebra (1979)
- Jag Vill Tacka Livet (Gracias a la Vida) (1980)
- En Directo (1980)
- Palimpsesto (1981)
- The Flight of the Condor (1982)
- Con la Razón y la Fuerza (1982)
- Imaginación (1984)
- Sing to me the Dream (1984)
- Return of the Condor (1984)
- La Muerte no Va Conmigo (1985)
- De Canto y Baile (1986)
- Fragmentos de un Sueño (1987)
- Leyenda (1990)
- Andadas (1992)
- Arriesgaré la Piel (1996)
- Grandes Exitos (1997)
- Lejanía (1998)
- Amar de Nuevo (1999)
- Sinfónico (1999)
- La Rosa de los Vientos (1999)
- Inti-Illimani Interpreta a Víctor Jara (2000)
- Antología en Vivo (2001)
- Lugares Comunes (2002)

## Híres dalok
- Venceremos
- El Pueblo Unido Jamas Será Vencido
- La Petenera